# Aéroport de Rostov-sur-le-Don
Ne doit pas être confondu avec Aéroport international Platov de Rostov-sur-le-Don.
L'aéroport de Rostov-sur-le-Don (en russe Аэропорт Ростов-на-Дону) (code IATA : ROVRVI • code OACI : URRR) est un aéroport domestique et international desservant Rostov-sur-le-Don, ville de Russie située dans l'oblast de Rostov. Il a accueilli environ 1,72 million de passagers en 2014. Il est remplacé par l'aéroport Platov.

## Histoire
Le 19 mars 2016, un Boeing 737 de Flydubai s'est écrasé à 3 h 42 heures locales, faisant 62 morts. Le crash serait dû à de mauvaises conditions météorologiques et à des erreurs de pilotage.

## Situation

### Carte des aéroports russes
| \| 50 km1:1 791 000 \| Koursk Abakan Anapa Pskov Arkhangelsk Astrakhan Barnaoul Belgorod Blagoveshchensk Bratsk Grozny Guelendjik Iakoutsk Iékaterinbourg Ijevsk Ioujno-Sakhalinsk Irkoutsk Kaliningrad Kazan Kemerovo Khabarovsk Khanty-Mansiïsk Krasnodar Krasnoïarsk Magadan Magnitogorsk Makhachkala Mineralnye Vody Mirny Moscou · SVO Moscou · DME Moscou-VKO Mourmansk Narian-Mar Nijnekamsk Nijnevartovsk Nijni Novgorod Noïabrsk Alykel Novokouznetsk Novossibirsk Novy Ourengoï Omsk Orenbourg Oufa Oulan-Oude Oulianovsk Perm Petropavlovsk-Kamtchatski Rostov · sur-le-Don Sabetta Saint-Pétersbourg Salekhard Samara Saratov Simferopol Sotchi Sourgout Stavropol Kyzyl Syktyvkar Tcheliabinsk Tchita Tioumen Tomsk Vladivostok Volgograd Voronej |
| 50 km1:1 791 000 |